# Mimophytum benitomartinezii
Mimophytum benitomartinezii är en strävbladig växtart som beskrevs av Perez-calix och Pat.-sicil. Mimophytum benitomartinezii ingår i släktet Mimophytum och familjen strävbladiga växter. Inga underarter finns listade i Catalogue of Life.